# 假厚壳树钩丝壳
假厚壳树钩丝壳（学名：Uncinula pseudoehretiae）是属于白粉菌目白粉菌科钩丝壳属的一种真菌，寄生在柘树上。该种分布于中国。